# Norra Svansjön, Blekinge
Norra Svansjön är en sjö i Karlshamns kommun och Tingsryds kommun i Blekinge och ingår i Mieåns huvudavrinningsområde. Sjön är 5,3 meter djup, har en yta på 0,343 kvadratkilometer och befinner sig 116,1 meter över havet. Sjön avvattnas av vattendraget Påkamålabäcken.

## Delavrinningsområde
Norra Svansjön ingår i det delavrinningsområde (624008-144018) som SMHI kallar för Mynnar i Mieån. Medelhöjden är 108 meter över havet och ytan är 29,78 kvadratkilometer. Det finns inga avrinningsområden uppströms utan avrinningsområdet är högsta punkten. Påkamålabäcken som avvattnar avrinningsområdet har biflödesordning 2, vilket innebär att vattnet flödar genom totalt 2 vattendrag innan det når havet efter 17 kilometer. Avrinningsområdet består mestadels av skog (85 %). Avrinningsområdet har 1,1 kvadratkilometer vattenytor vilket ger det en sjöprocent på 3,7 %.